# Хайнрих XV Ройс-Грайц
Хайнрих XV Ройс-Грайц (на немски: Heinrich XV Fürst Reuss-Greiz; Reuß-Plauen) от „старата линия“ на Дом Ройс е княз на Ройс-Грайц и австрийски императорски фелдмаршал и военен командир в Галиция и фелдцойг-майстер.

## Биография

### Произход
Роден е на 22 февруари 1751 година в Грайц, Германия. Той е по-малък син на първия княз от старата линия Хайнрих XI Ройс (1722 – 1800) и първата му съпруга графиня Конрадина Елеонора Изабела Ройс-Кьостриц (1719 – 1770), дъщеря на граф Хайнрих XXIV Ройс-Кьостриц (1681 – 1748) и фрайин Мария Елеонора Емма фон Промниц-Дитерсбах (1688 – 1776).
Баща му Хайнрих XI се жени втори път 1770 г. за графиня Александрина фон Лайнинген-Дагсбург-Фалкенбург (1732 – 1809). На 12 май 1778 г. баща му е издигнат на имперски княз като „княз на Ройс цу Грайц“.

### Военна кариера
Хайнрих XV е заедно с братята си Хайнрих XIII (1747 – 1817) и Хайнрих XV (1749 – 1799) на австрийска служба. Най-големият му брат Хайнрих XIII става управляващ княз на Ройс-Грайц.
Хайнрих XV става през 1787 г. генерал-адютант на кайзер Йозеф II и след това получава военни задачи. През 1793 г. той се отличава във Фландрия и заради успехите му през Първата война на коалицията на 29 май е повишен на генерал-майор. Той става адютант на фелдмаршал на принца фон Саксония-Кобург-Заалфелд и участва в обсадата на крепостта Маубойге. През 1796 г. той поема една бригада на австрийската армия на Горен Рейн и след това марширува за Италия, за да участва в обсадената крепост на Мантуа. На 1 март 1797 г. е повишен на фелдмаршал-лейтенант. След загубата в Италия той ръководи своята дивизия през март 1797 г. по източен път обратно в Лайбах.
През 1799 г. той се бие при ерцхерцог Карл в Швабия. На 4 юни 1799 г. той се бие проти в французите в битката при Цюрих. Той успява през 1800 г. да не допусне врага в Тирол. През 1801 г. кайзера го прави Оберстинхабер на Инфантерия-Регимент Нр. 17.
Хайнрих XV Ройс-Грайц става императорски австрийски генерал-фелдмаршал и фелдцойг-майстер и участва в множество битки. През похода от 1800 г. той има главното командване на лявото крило на 829. батальон, 14 ескадрони, също на 20 форариберги компании, на 26 200 мъже. Получава задачата да защитава Тирол.
В похода от 1809 г. той командва дивизия под командата на ерцхерцог Лудвиг и след битките при Ландсхут, при Ноймаркт (24 април) и при Ебелсберг (3 май) той е повишен на фелдцойгмайстер. В началото на юли 1809 г. той вече е командир на 5. корпс. Ерцхерцог Карл го награждава с рицарския кръст на „Мария-Терезия-Орден“.
Заедно с Карл Филип фон Вреде той участва през 1813 г. в договора от Рид, който освобождава Бавария от Рейнския съюз, за което кайзер Франц I го награждава с Големия кръст на австрийския имперски „Орден Леополд“.
Хайнрих XV става на 20 април 1814 г. първият генерал-губернартор на Венеция и по-късно генерал-командир в Галиция. През 1824 г. той се оттегля от войската. Кайзер Франц го прави фелд-маршал на 10 септември 1824 г.

### Смърт
Хайнрих XV Ройс-Грайц умира неженен на 30 август 1825 година на 74 години в Грайц и е погребан там на 3 септември 1825 г.